# Nasir Junusowitsch Mankijew

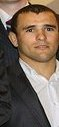
Nazir Mankiev

Nasir Junusowitsch Mankijew (russisch
Назир Юнузович Манкиев, * 27. Januar 1985 in Surchachi, Tschetscheno-Inguschetische ASSR, Russische SFSR, Sowjetunion) ist ein russischer Ringer inguschischer Nationalität. Er wurde 2008 in Peking Olympiasieger im griechisch-römischen Stil im Bantamgewicht.

## Werdegang
Nasir Mankijew begann als Jugendlicher 1998 mit dem Ringen. Nach ersten Erfolgen im Juniorenalter ging er nach Krasnojarsk, wo sich um den erfolgreichsten Ringer aller Zeiten Alexander Karelin ein Ringerzentrum entwickelt hat und ringt für den dortigen Sportclub SWSM. Er ringt ausschließlich im griechisch-römischen Stil und wurde bzw. wird von Michail Alexandrowitsch Gamsin und Ruslan Tschakijew trainiert. Der nur 1,55 m große Athlet wiegt ca. 55 kg und startet im Bantamgewicht. Er ist Armeeangehöriger, betätigt sich zurzeit aber nur als Ringer.
Seinen Einstand auf der internationalen Ringermatte gab Nasir Mankijew bei der Europameisterschaft 2006 in Moskau. Dort verlor er im Bantamgewicht seinen ersten und einzigen Kampf gegen Rowshan Bajramow aus Aserbaidschan und kam nur auf den 12. Platz.
Als russischer Meister 2007 wurde er auch bei der Weltmeisterschaft 2007 in Baku im Bantamgewicht eingesetzt. Er verlor dort gegen den Koreaner Park Eun-chul. Da der Koreaner aber das Finale erreichte, konnte Nazir Mankiew in der Trostrunde weiterkämpfen und errang mit Siegen über Maher Boutouri aus Tunesien, Rowshan Bajramow u. Ildar Hafizov aus Usbekistan noch die Bronzemedaille. Im Oktober 2007 startete er auch bei den Welt-Militär-Spielen in Hyderabad und kam im Bantamgewicht hinter Park Eun-chul und Wuhar Rahimow aus der Ukraine auf den 3. Platz.
Im März 2008 siegte Nasir Mankijew beim Großen Preis von Ungarn in Szombathely im Bantamgewicht vor Sam Hazewinkel aus den USA, Natig Bahirow aus Belarus und Marat Garipow aus Kasachstan. Gleich anschließend verhalf er in Szombathely der russischen Ringermannschaft zum Weltcup-Sieg mit Siegen über Lascha Gogitadse aus Georgien und Peter Modos aus Ungarn, gegen Lee Jung-baek aus Südkorea verlor er allerdings nach Punkten.
Bei der Europameisterschaft 2008 in Tampere lief es für ihn nicht besonders gut. Er gewann zwar seinen Auftaktkampf gegen Jan Hocko aus Tschechien, verlor aber dann wieder gegen Rövşən Bayramov. Die Chance über die Trostrunde noch die Bronzemedaille zu gewinnen, konnte er nicht wahrnehmen, da er nach einem Sieg über Daniel Molin aus Schweden gegen Peter Modos verlor. Er kam damit auf den 7. Platz.
Der russische Ringerverband hielt trotzdem an Nasir Mankijew fest und entsandte ihn zu den Olympischen Spielen 2008 nach Peking. Dort gelang ihm im Bantamgewicht eine Glanzleistung, denn er wurde mit Siegen über Ildar Hafizov aus Usbekistan, Kristijan Fris aus Serbien, Hamid Soryan Reihanpour aus dem Iran, dem Weltmeister von 2007 und über seine Angstgegner Park Eun-chul und Rövşən Bayramov Olympiasieger.
2009 pausierte Nasir Mankijew bei den internationalen Meisterschaften. Im Jahre 2010 war er aber wieder am Start. Es gelang ihm aber weder bei der Europameisterschaft in Baku, noch bei der Weltmeisterschaft in Moskau den Titel im Bantamgewicht zu gewinnen. In Baku verlor er im Endkampf gegen Elçin Əliyev aus Aserbaidschan und in Moskau im Halbfinale gegen Choi Gyu-jin aus Südkorea.
2011 verzichtete Nasir Mankijew zugunsten seines Bruders Bekchan Mankijew auf einen Start bei der russischen Meisterschaft und damit auch auf Starts bei den internationalen Meisterschaften. Im November 2011 siegte er aber beim Haparanda-Cup in Schweden. Im Januar 2012 kam er beim wichtigen „Iwan-Poddubny“-Turnier in Tjumen hinter seinen Landsleuten Mingijan Semjonow, Stepan Maranjan, Iwan Tatarinow und Sergei Popruschko nur auf den 5. Platz und bei der russischen Meisterschaft 2012 wurde er im Finale von Mingijan Semjonow geschlagen. Er bekam danach deshalb keine Chance mehr, sich für die Olympischen Spiele 2012 zu qualifizieren.
Nasir Mankijew war danach noch bis 2016 aktiv, konnte sich aber nicht mehr für internationale Meisterschaften qualifizieren. 2016 bestritt er bei der russischen Meisterschaft seinen letzten großen Wettkampf und belegte dabei im Federgewicht hinter Ibragim Labasanow, Stepan Margarjan, Dschambulat Lokjaew und Mingijan Semjonow den 5. Platz.

## Internationale Erfolge
| Jahr | Platz | Wettbewerb                                     | Gewichtsklasse | |
| 2006 | 12.   | EM in Moskau                                   | Bantam         | nach Niederlage gegen Rowshan Bajramow, Aserbaidschan; Sieger Roman Amojan, Armenien vor Wenelin Wenkow, Bulgarien                                                                                            |
| 2007 | 3.    | WM in Baku                                     | Bantam         | nach Niederlage gegen Park Eun-chul, Korea u. Siegen über Maher Boutouri, Tunesien, Rowshan Bajramow u. Ildar Hafizov, Usbekistan; Sieger: Hamid Soryan Reihanpour, Iran vor Park Eun-chul                    |
| 2007 | 3.    | Word-Military-Games in Hyderabad               | Bantam         | hinter Park Eun-chul u. Vugar Ragimov, Usbekistan |
| 2008 | 1.    | „Iwan-Poddubny“-Turnier in Moskau              | Bantam         | vor Saur Kuramagomedow, Russland, Natig Baghirow, Aserbaidschan u. Bechan Mankijew, Russland |
| 2008 | 1.    | Grand Prix von Ungarn in Szombathely           | Bantam         | vor Sam Hazewinkel, USA, Natig Baghirow u. Marat Garipow, Kasachstan |
| 2008 | 7.    | EM in Tampere                                  | Bantam         | mit Sieg über Jan Hocko, Tschechien, Niederlage gegen Rowshan Bajramow, Sieg über Daniel Molin, Schweden u. Niederlage gegen Peter Modos, Ungarn; Sieger: Rowshan Bajramow vor Roman Amojan                   |
| 2008 | Gold  | OS in Peking                                   | Bantam         | mit Siegen über Ildar Hafiz, Usbekistan, Kristijan Fris, Serbien, Hamid Soryan Reihanpour, Park Eun-chul u. Rowshan Bajramow, vor Rowshan Bajramow (Silber), Roman Amojan (Bronze) u. Park Eun-chul (Bronze)  |
| 2010 | 1.    | „Iwan-Poddubny“-Memorial in Tjumen             | Bantam         | vor Iwan Tatarinow, Sassun Kalojan u. Iwan Blatzew, alle Russland |
| 2010 | 6.    | Welt-Cup in Jerewan                            | Bantam         | hinter Roman Amojan, Armenien, Gustavo Balart Marin, Kuba, Peter Modos, Ungarn, Mohammad Faghiri, Iran u. Lascha Gogitidse, Georgien                                                                          |
| 2010 | 2.    | EM in Baku                                     | Bantam         | mit Siegen über Elbek Tojiew, Belarus (2:0 Runden), Virgil Munteanu, Rumänien (2:0), Lascha Gogitadse (2:0) u. Peter Modos (2:0) u. einer Niederlage gegen Elçin Əliyev, Aserbaidschan )0:2)                  |
| 2010 | 3.    | WM in Moskau                                   | Bantam         | mit Siegen über Spencer Thomas Mango, USA (2:0), Rajender Kumar, Indien (2:1) u. David Andrzej Ersetic, Polen (2:0), einer Niederlage gegen Choi Gyu-jin, Südkorea (1:2) u. einem Sieg über Peter Modos (2:0) |
| 2011 | 1.    | „Iwan-Poddubny“-Turnier (Grand-Prix) in Tjumen | Bantam         | vor Iwan Blattsew u. Iwan Tatarinow, bde. Russland u. Elbek Toschijew, Belarus |
| 2011 | 8.    | Welt-Cup in Minsk                              | Bantam         | Sieger: Aschat Kudaibergenow, Kasachstan vor Waleri Borgojakow, Russland und Choi Gyu-jin |
| 2011 | 1.    | Haparanda-Cup                                  | Bantam         | vor Damir Achmedschanow, Russland und Joachim Fagerlund, Schweden |
| 2012 | 5.    | „Iwan-Poddubny“-Memorial in Tjumen             | Bantam         | hinter Mingijan Semjonow, Stepan Maranjan, Iwan Tatarinow und Sergei Popruschko, alle Russland |
| 2012 | 1.    | Thor-Masters in Nyköping                       | Bantam         | vor Anders Rønningen, Norwegen und Dschamal Achamow, Belarus |
| 2012 | 12.   | Welt-Cup in Saransk                            | Bantam         | Sieger: Lee Jung-baek, Südkorea vor Hamid Soryan Reihanpour |
| 2012 | 17.   | Golden-Grand-Prix in Baku                      | Bantam         | Sieger: Kamran Mammadow vor Sakit Jalilow, beide Aserbaidschan |
| 2012 | 10.   | Präsidenten-Cup von Kasachstan in Astana       | Feder          | Sieger: Woo Seung-jae, Südkorea vor Almat Kebispajew, Kasachstan |
| 2013 | 3.    | „Iwan-Poddubny“-Memorial in Tjumen             | Feder          | hinter Rustam Chuchbarow und Iwan Nikolajewitsch Kuilakow, beide Russland |
| 2014 | 28.   | „Iwan-Poddubny“-Memorial in Tjumen             | Feder          | Sieger: Iwan Kuilakow vor Semjon Semjonow, beide Russland und Alexander Kostadinow, Bulgarien |
| 2016 | 5.    | „Iwan-Poddubny“-Memorial in Tjumen             | Feder          | Sieger: Ibragim Labasanow, Russland vor Elmurat Tasmuradow, Usbekistan |

## Erläuterungen
- alle Wettkämpfe im griechisch-römischen Stil
- OS = Olympische Spiele, WM = Weltmeisterschaft, EM = Europameisterschaft
- Bantamgewicht, Gewichtsklasse bis 55 kg Körpergewicht

## Länderkämpfe
- 2008 in Szombathely (World Cup), Russland gegen Georgien, Punktsieger über Lascha Gogitadse,
- 2008 in Szombathely (World Cup), Russland gegen Korea, Punktniederlage gegen Lee Jung-baek,
- 2008 in Szombathely (World Cup), Russland gegen Ungarn, Punktsieger über Peter Modos

## Weblink
- Profil von Nasir Mankijew bei United World Wrestling
- Nasir Junusowitsch Mankijew in der Datenbank von Olympedia.org (englisch)

| Personendaten    | Personendaten                                                            |
| ---------------- | ------------------------------------------------------------------------ |
| NAME             | Mankijew, Nasir Junusowitsch                                             |
| ALTERNATIVNAMEN  | Mankiew, Nazir; Манкиев, Назир Юнузович (russisch)                       |
| KURZBESCHREIBUNG | russischer Ringer inguschischer Nationalität                             |
| GEBURTSDATUM     | 27. Januar 1985                                                          |
| GEBURTSORT       | Surchachi, Tschetscheno-Inguschetische ASSR, Russische SFSR, Sowjetunion |